# پسکوروکیانو
پسکوروکیانو (به ایتالیایی: Pescorocchiano) یک کومونه در ایتالیا است که در استان ریتی واقع شده‌است. پسکوروکیانو ۹۴٫۶ کیلومتر مربع مساحت و ۲٬۲۹۰ نفر جمعیت دارد و ۸۰۶ متر بالاتر از سطح دریا واقع شده‌است.